# Termometria
La termometria  s'encarrega del mesurament de la temperatura de cossos o sistemes. Amb aquesta finalitat, s'utilitza el termòmetre, que és un instrument que es basa en el canvi d'alguna propietat de la matèria causa de l'efecte de la calor, així es té el termòmetre de mercuri i d'alcohol, que es basen en la dilatació, els termoparells que deuen el seu funcionament al canvi de la conductivitat elèctrica, els òptics que detecten la variació de la intensitat del raig emès quan es reflecteix en un cos calent.
Per poder construir el termòmetre s'utilitza el Principi Zero de la Termodinàmica que diu: "Si un sistema Al fet que està en equilibri tèrmic amb un sistema B, està en equilibri tèrmic també amb un sistema C, llavors els tres sistemes A, B i C estan en equilibri tèrmic entre si ".

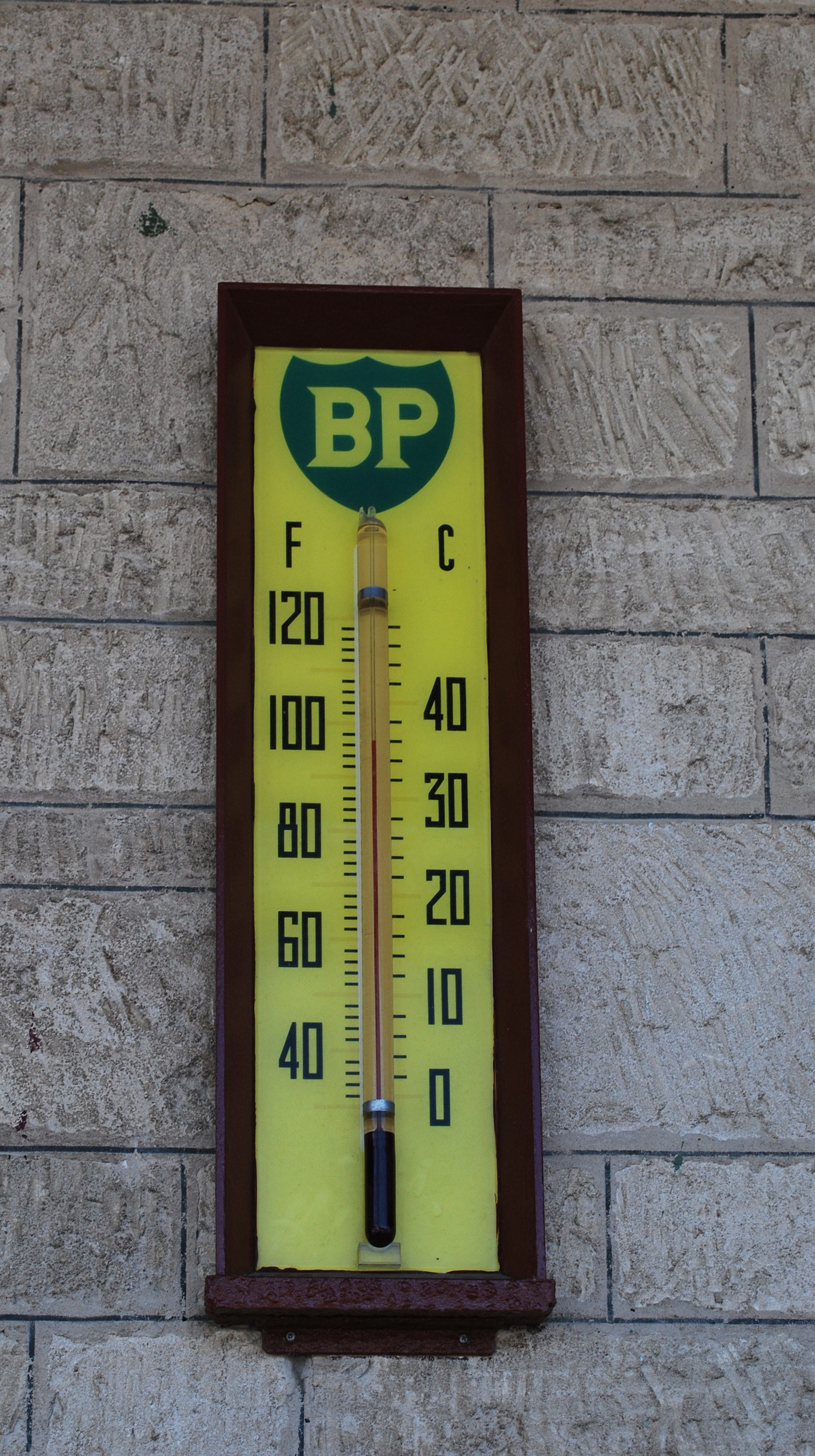
Termòmetre exterior de carrer.

## Propietats termomètriques
Una propietat termomètrica d'una substància és aquella que varia en el mateix sentit que la temperatura, és a dir, si la temperatura augmenta el seu valor, la propietat també ho farà, i viceversa.

### Sistema aïllat tèrmicament
S'anomena  sistema  a qualsevol conjunt de matèria limitat per una superfície real o imaginària. Tot allò que no pertany al sistema però que pot influir en ell es denomina  medi ambient .
Es pot definir el  calor  com l'energia transmesa cap o des d'un sistema, com a resultat d'una diferència de temperatures entre el sistema i el seu medi ambient. Així com es defineix un  sistema aïllat  o  sistema tancat  com un sistema en el qual no entra ni surt matèria, un  sistema aïllat tèrmicament  o  SAT  es defineix com un sistema en el qual no entra ni surt calor. Un exemple clàssic que simula un sistema aïllat tèrmicament és un termo que conté aigua calenta, atès que l'aigua no rep ni lliura calor al medi ambient.
Una propietat importants d'un S.A.T. és que, dins d'ell, la temperatura sempre es manté constant després de transcorregut un temps suficientment llarg. Si dins el S.A.T. hi ha més d'una temperatura, al cap d'aquest temps, el SAT tindrà només una temperatura anomenada  temperatura d'equilibri , i es dirà llavors que el sistema va arribar al  equilibri tèrmic . En general, un sistema està en equilibri tèrmic quan tots els punts del sistema es troben a la mateixa temperatura, o dit d'una altra manera, quan les propietats físiques del sistema que varien amb la temperatura no varien amb el temps.

## Escales termomètriques
Existeixen diverses  escales termomètriques  per mesurar temperatures, relatives i absolutes.
A partir de la sensació fisiològica, és possible fer-se una idea aproximada de la temperatura a la qual es troba un objecte. Però aquesta apreciació directa està limitada per diferents factors, així l'interval de temperatures al llarg del qual és possible és petit, a més, per a una mateixa temperatura la sensació corresponent pot variar segons s'hagi estat prèviament en contacte amb altres cossos més calents o més freds i, per si fos poc, no és possible expressar amb precisió en forma de quantitat els resultats d'aquest tipus d'apreciacions subjectives. Per això per mesurar temperatures es recorre als termòmetres.
En tot cos material la variació de la temperatura va acompanyada de la corresponent variació d'altres propietats mesurables, de manera que a cada valor d'aquella li correspon un sol valor d'aquesta. Aquest és el cas de la longitud d'una vareta metàl·lica, de la resistència elèctrica d'un metall, de la pressió d'un gas, del volum d'un líquid, etc. Aquestes magnituds la variació està lligada a la de la temperatura es denominen propietats termomètriques, perquè poden ser emprades en la construcció de termòmetres.
Per definir una escala de temperatures cal triar una propietat termomètrica que reuneixi les següents condicions:
1. L'expressió matemàtica de la relació entre la propietat i la temperatura ha de ser coneguda.
2. La propietat termomètrica ha de ser prou sensible a les variacions de temperatura com per poder detectar, amb una precisió acceptable, petits canvis tèrmics.
3. L'interval de temperatura accessible sigui prou gran.

Quan la propietat termomètrica ha estat escollida, l'elaboració d'una escala termomètrica o de temperatures comporta, almenys, dues operacions: d'una banda, la determinació dels punts fixos o temperatures de referència que romanen constants en la naturalesa i, per altra, la divisió de l'interval de temperatures corresponent a aquests punts fixos en unitats o graus.
El que es necessita per construir un termòmetre, són punts fixos, és a dir processos en els quals la temperatura roman constant. Exemples de processos d'aquest tipus són el procés d'ebullició i el procés de fusió.
Existeixen diverses escales per mesurar temperatures, les més importants són l'escala Celsius, l'escala Kelvin i l'escala Fahrenheit.

### Escala Celsius o centígrada

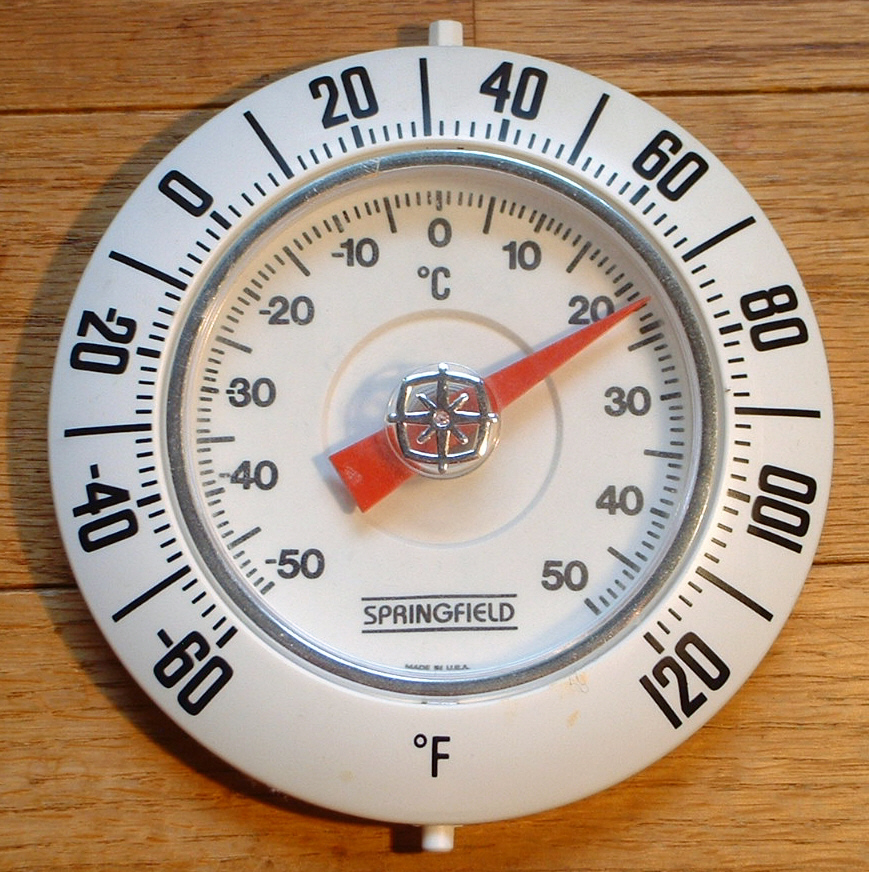
Termòmetre Fahrenheit + Celsius de paret.

Aquesta escala és d'ús popular en els països que s'adhereixen al Sistema Internacional d'Unitats, pel que és la més utilitzada mundialment. Fixa el valor de zero graus per a la fusió de l'aigua i cent per a la seva ebullició. Inicialment va ser proposada a França per Jean-Pierre Christin l'any 1743 (canviant la divisió original de 80 graus de René Antoine Ferchault de Réaumur) i després per Carl von Linné, a Suïssa, en l'any 1745 (invertint els punts fixos assignats per Anders Celsius). El 1948, la Conferència General de Pesos i Mesures oficialitzar el nom de "grau Celsius" per referir-se a la unitat termomètrica que correspon a la centèsima part entre aquests punts.
Per aquesta escala, aquests valors s'escriuen com 100 °C i 0 °C i es llegeixen  100 graus celsius  i  0 graus celsius , respectivament.

### Escala Fahrenheit
Als països anglosaxons es poden trobar encara termòmetres graduats en grau Fahrenheit (° F), proposada per Gabriel Fahrenheit en 1724. L'escala Fahrenheit difereix de la Celsius tant en els valors assignats als punts fixos, com en la mida dels graus. En l'escala Fahrenheit els punts fixos són els de ebullició i fusió d'una dissolució de clorur amònic en aigua. Així al primer punt fix se li atribueix el valor 32 i al segon el valor 212. Per passar d'una a una altra escala cal emprar l'equació:
t (° F) = (9/5) * t (° C) + 32 o t (° C) = (5/9) * [t (° F) - 32]
on t (° F) representa la temperatura expressada en graus Fahrenheit i (°C) l'expressada en graus Celsius.
La seva utilització es circumscriu als països anglosaxons ia Japó, encara que existeix una marcada tendència a la unificació de sistemes en l'escala Celsius.

### Escala Kelvin o absoluta

Es comparen les escales Celsius i Kelvin mostrant els punts de referència anteriors a 1954 i els posteriors per mostrar com ambdues convencions coincideixen. De color negre apareixen al punt triple de l'aigua (0,01 °C, 273,16 K) i el zero absolut (-273,15 °C, 0 K). De color gris els punts de congelació (0,00 °C, 273,15 K) i ebullició del aigua (100 °C, 373,15 K).

Si bé en la vida diària les escales Celsius i Fahrenheit són les més importants, en àmbit científic s'usa altra, anomenada "absoluta" o Kelvin, en honor de Sir Lord Kelvin.
En l'escala absoluta, al 0 °C li fa correspondre 273,15 K, mentre que els 100 °C es corresponen amb 373,15 K. Es veu immediatament que 0 K està a una temperatura que un termòmetre centígrad assenyalar com -273,15 °C. Aquesta temperatura es denomina "zero absolut".
Es pot notar que les escales Celsius i Kelvin tenen la mateixa sensibilitat. D'altra banda, aquesta última escala considera com a punt de referència el punt triple de l'aigua que, sota certa pressió, equival a 0.01 °C.
L'escala de temperatures adoptada pel  Sistema Internacional d'Unitats  és l'anomenada escala absoluta o Kelvin. Hi la mida dels graus és el mateix que a la Celsius, però el zero de l'escala es fixa en el - 273,15 °C. Aquest punt anomenat  zero absolut de temperatures  és tal que a aquesta temperatura desapareix l'agitació molecular, de manera que, segons el significat que la teoria cinètica atribueix a la magnitud temperatura, no té sentit parlar de valors inferiors a ell. El zero absolut és un límit inferior natural de temperatures, el que fa que en l'escala Kelvin no hi hagi temperatures sota zero (negatives). La relació amb l'escala Celsius ve donada per l'equació:
T (K) = t (° C) + 273,15 o t (° C) = T (K) - 273,15
T (K) = (5/9) * [t (° F) + 459,67] o t (° F) = (9/5) * T (K) - 459,67
on T (K) la temperatura expressada en kèlvins.

### Escala Rankine
S'anomena Rankine (símbol R) a l'escala de temperatura que es defineix mesurant en graus Fahrenheit sobre el zero absolut, pel que manca de valors negatius. Aquesta escala va ser proposada pel físic i enginyer escocès William Rankine el 1859.
L'escala Rankine té el seu punt de zero absolut a -459,67 °F i els intervals de grau són idèntics a l'interval de grau Fahrenheit.
T (R) = t (° F) + 459,67 o t (° F) = T (R) - 459,67
T (R) = (9/5) * [t (° C) + 273,16] o t (° C) = (5/9) * [T (R) - 491,67]
on T (R) la temperatura expressada en graus Rankine.
Usat comunament a Anglaterra i als EUA com a mesura de temperatura termodinàmica. Encara que en la comunitat científica les mesures són efectuades en Sistema Internacional d'Unitats, per tant la temperatura és mesurada en kèlvins (K).

### Escales de temperatura en desús

#### Escala Réaumur
Grau Réaumur (º Ré), en desús. Es deu a René-Antoine Ferchault de Réaumur (1683-1757). La relació amb l'escala Celsius és:
T (º Ré) = (4/5) * t (° C) o t (° C) = (5/4) * T (º Ré)
T (º Ré) = (4/5) * [T (K) - 273,16] o T (K) = (5/4) * T (º Ré) + 273,16
on T (º Ré) la temperatura expressada en graus Réaumur.

#### Escala Rømer
La unitat de mesura en aquesta escala, el grau Rømer (º Ro), equival a 40/21 d'un Kelvin (o d'un grau Celsius). El símbol del grau Rømer ésº Ro.
T (º ro) = (21/40) * t (° C) + 7,5 o t (° C) = (40/21) * [T (º ro) - 7,5]
T (º ro) = (21/40) * [T (K) - 273,16] + 7,5 o T (K) = (40/21) * [T (º ro) - 7,5] + 273, 16
on T (º ro) la temperatura expressada en graus Rømer.

#### Escala Delisle
Creada per l'astrònom francès Joseph-Nicolas Delisle. Les seves unitats són els graus Delisle (o De Lisle), es representen amb el símbolº De i cadascun val -2/3 de un grau Celsius o Kelvin. El zero de l'escala està a la temperatura d'ebullició de l'aigua i augmenta a mesura baixen les altres escales fins a arribar al zero absolut a 559.725º De.

#### Escala Newton
T (º N) = (33/100) * t (° C) o t (° C) = (100/33) * T (º N)
T (º N) = (33/100) * T (K) - 273,16 o T (K) = (100/33) * T (º N) + 273,16
on T (º N) la temperatura expressada en graus Newton.

#### Escala Leiden
Grau Leiden (º L) usat per calibrar indirectament baixes temperatures. Actualment en desús.

## Dilatació i termometria
El fet que les dimensions dels cossos, en general, augmentin regularment amb la temperatura, ha donat lloc a la utilització d'aquestes dimensions com propietats termomètriques i constitueixen el fonament de la major part dels termòmetres ordinaris. Els termòmetres de líquids, com els d'alcohol acolorit empleats en meteorologia o els de mercuri, d'ús clínic, es basen en el fenomen de la dilatació i empren com a propietat termomètrica el volum del líquid corresponent.
La longitud d'una vareta o d'un fil metàl·lic pot utilitzar, així mateix, com a propietat termomètrica. La seva llei de variació amb la temperatura per rangs no gaire amplis (de 0° a 100 °C) és del tipus:
lt = l0 (1 + a-t)
on lt representa el valor de la longitud at graus Celsius, l0 el valor a zero graus i és un paràmetre o constant característica de la substància que s'anomena coeficient de dilatació lineal. L'equació anterior permet establir una correspondència entre les magnituds longitud i temperatura, de tal manera que mesurant aquella pugui determinar aquesta.
Una aplicació termomètrica del fenomen de dilatació en sòlids el constitueix el termòmetre metàl·lic. Està format per una làmina bimetàl·lica de materials de diferents coeficients de dilatació lineal que s'aconsegueix soldant dues làmines de metalls com ara llautó i acer, d'igual longitud a 0 °C. Quan la temperatura augmenta o disminueix respecte del valor inicial, el seu diferent fa que una de les làmines es dilati més que l'altra, de manera que el conjunt es corba en un sentit o en un altre segons que la temperatura mesura sigui més o menys que la inicial de referència. A més, la desviació és més gran com més gran és la diferència de temperatures respecte de 0 °C. Si s'afegeix una agulla indicadora al sistema, de manera que pugui moure sobre una escala graduada i calibrada amb l'auxili d'un altre termòmetre de referència, es té un termòmetre metàl·lic.

## Altres propietats termomètriques
Algunes magnituds físiques relacionades amb l'electricitat varien amb la temperatura seguint una llei coneguda, el que fa possible la seva utilització com propietats termomètriques. Aquest és el cas de la resistència elèctrica dels metalls la llei de variació amb la temperatura és del tipus:
R = R0 (1 + at + BT2)
sent R0 el valor de la resistència a 0 °C yayb dues constants característiques que poden ser determinades experimentalment a partir de mesures de R per temperatures conegudes i corresponents a altres tants punts fixos.
Coneguts tots els paràmetres de l'anterior equació, la mesura de temperatures queda reduïda a una altra de resistències sobre una escala calibrada a aquest efecte. Els termòmetres de resistència empren normalment un fil de platí com a sensor de temperatures i tenen un ampli rang de mesures que va des dels -200 °C fins als 1 200 °C.
Els termòmetres de termistors constitueixen una variant dels de resistència. Empren resistències fabricades amb semiconductors que tenen la propietat que la seva resistència disminueix en comptes d'augmentar amb la temperatura (termistors). Aquest tipus de termòmetres permeten obtenir mesures gairebé instantànies de la temperatura del cos amb què estan en contacte.

## Aplicació de les escales termomètriques
La relació existent entre les escales termomètriques més emprades permet expressar una mateixa temperatura en diferents formes, és a dir, amb resultats numèrics i amb unitats de mesura diferents. Es tracta, d'ara endavant, d'aplicar les equacions de conversió entre escales per determinar la temperatura en graus Celsius i en graus Fahrenheit d'un cos, el valor en Kelvin és de 77 K.
Per a la conversió de K en° C s'empra l'equació:
t (° C) = T (K) - 273
és a dir:
t (° C) = 77-273 = - 196 °C
Per a la conversió en° F s'empra l'equació:
t (° F) = 1,8 · t (°C) + 32
t (° F) = 1,8 · (- 196) + 32 = - 320,8 °F